# Praxedis de Roma
Praxedis (Roma, segle II - ca. 160?) va ésser una jove cristiana, màrtir per la fe. És venerada com a santa per diverses confessions cristianes.

## Vida
Se sap molt poc de la seva vida. Segons la tradició, era una jove, filla de sant Pudent de Roma (fill al seu torn de santa Priscil·la), "amic dels apòstols" i germana de santa Pudenciana. Les dues germanes, amb el prevere Pastor i el papa Pius I (140–154), van construir un presbiteri a la casa del seu pare, on començaren a batejar pagans. Pudenciana morí als setze anys, potser martiritzada, i va ésser sebollida amb el seu pare a les catacumbes de Priscil·la, a la via Salaria.
Com a cristiana, tenia cura dels cristians perseguits, els amagava a casa, visitava els empresonats i sebollia els morts. Va morir màrtir un 21 de juliol, sense que se'n sàpiga l'any. Va ésser sebollida amb el seu pare i la seva germana a la via Salaria.

## Historicitat
Tot i que hi ha proves de la vida de Pudent, no n'hi ha de directes de la vida de Praxedis o Pudenciana, i hi ha historiadors que dubten de la veracitat de les fonts. La Gesta de la seva vida és tardana, obra d'un monjo del segle vi, i fantasiosa, la qual cosa fa inversemblant la història. Tot i que es neguen els detalls, és possible que existís realment, i sembla també que Pudenciana no va existir.
Les dues santes es veneraven com a màrtirs al segle vii, amb els noms de Praxedis i Potenciana, i es vinculaven al fundador de l'antiga església del titulus Pudentis o ecclesia Pudentiana. A partir d'aquí, es va creure que Pudent era el Pudent deixeble de Pere apòstol, que va viure al segle i, i Potenciana va esdevenir Pudenciana i es va considerar filla seva i, per tant, Praxedis n'hauria d'ésser la germana i també filla de Pudent. Possiblement, Pudenciana no existí mai, i és una interpretació errònia de la denominació de l'església pudenciana (església de Pudent), que en denominar-se ecclesia sancta Pudentiana va pensar-se, amb el temps, que estava dedicada a una santa, quan "Pudentiana" no era més que un adjectiu.

## El cos de la santa
A s'Almudaina de Palma s'hi guarda el cos de la santa a la capella de santa Aina.

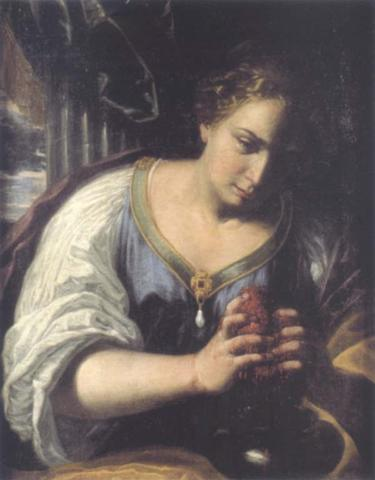
Pintura d'Antonio Gherardi, s. XVII
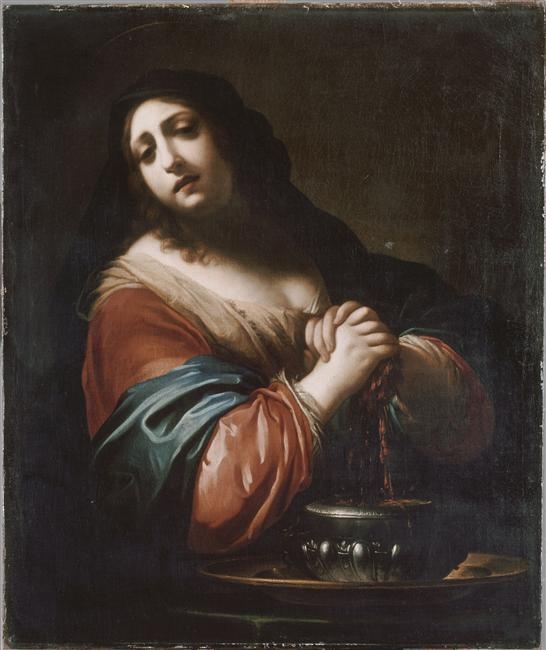
Pintura de Simone Pignoni, ca. 1650 (París, Louvre)
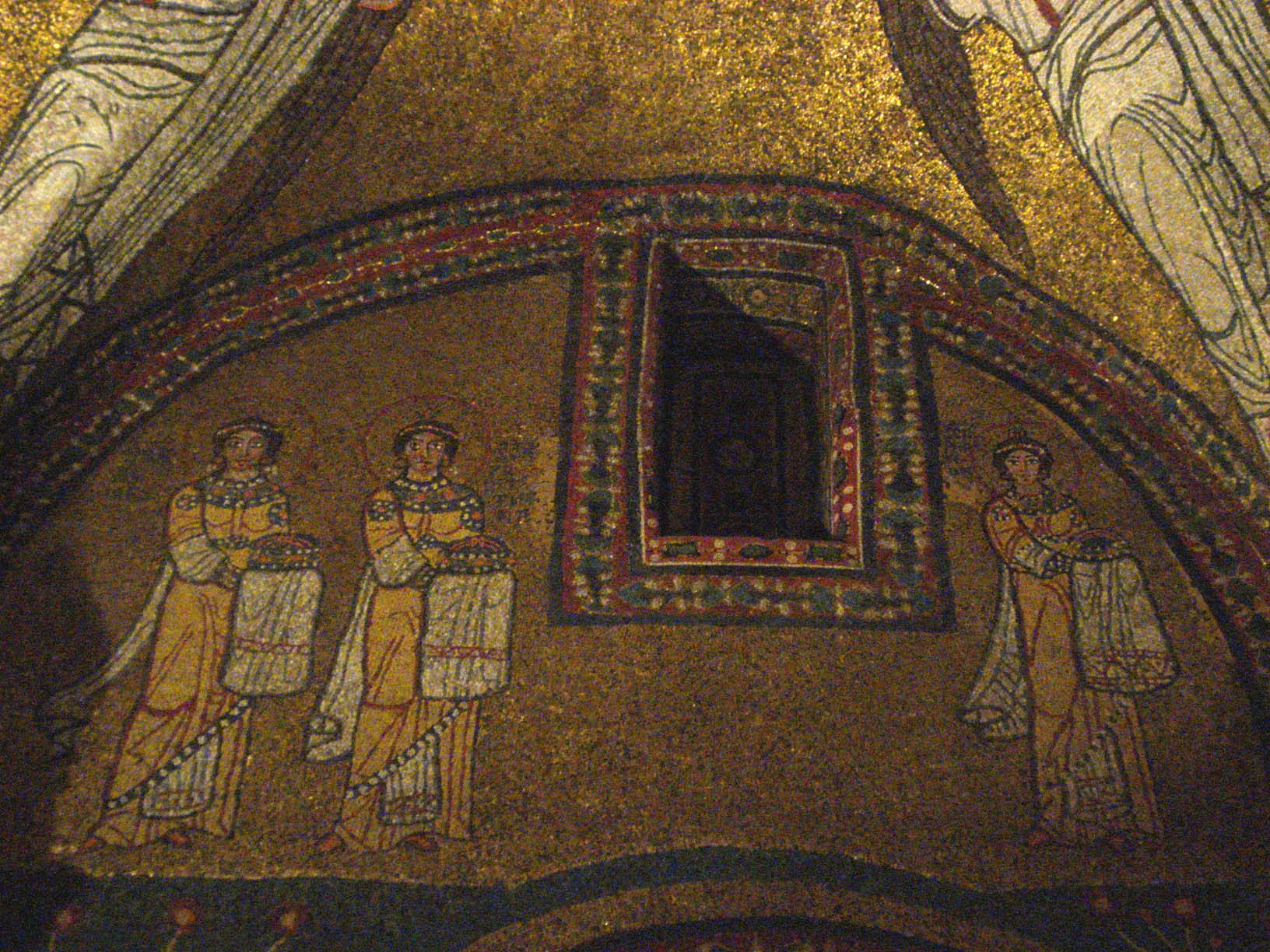
Santes Agnès, Pudenciana i Praxedis, mosaic del segle ix (Roma, Santa Prassede)
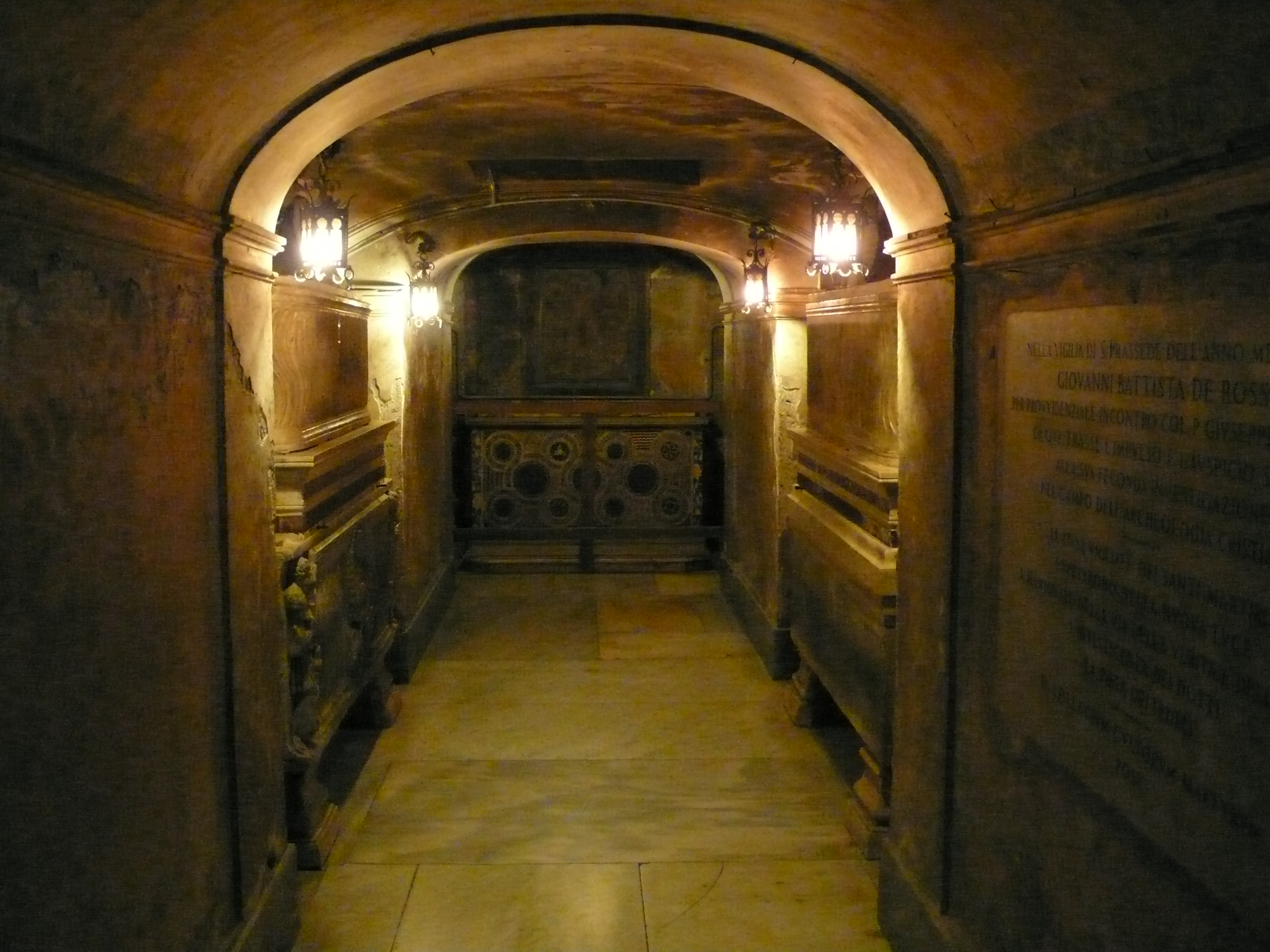
Cripta de S. Praxedis, amb els sarcòfags

## Veneració
Al lloc on havia estat casa seva i el presbiteri, es va aixecar una església, la de Santa Prassede, on van ésser portades les relíquies quan va ésser reedificada cap a l'any 822 per Pasqual I.

### Veneració a Mallorca
Es deia que Jaume el Conqueridor va portar durant la conquesta de Mallorca unes relíquies de la santa, i que la campanya va tenir èxit, en part, per aquest fet. Com que el rei deixà les relíquies a la ciutat, se'n convertí en la patrona i hi és anomenada Pixedis o Prixedis.